# 海蟾蜍
海蟾蜍（學名：Bufo marinus），又名美洲巨蟾蜍、甘蔗蟾蜍、蔗蟾蜍或蔗蟾，是原產於中美洲及南美洲一種熱帶地區陸生的蟾蜍，後來被引入澳洲，廣泛的分佈在澳洲大陸的東海岸和北部地區。牠們的繁殖能力很強，一次就可以產達幾千顆卵。成體長10-15厘米；紀錄最大的標本重達2.65公斤及長24厘米。
海蟾蜍有毒腺，蝌蚪對於大部份動物也是有具有劇毒的。牠們被引入到多個國家來控制害蟲，不过由于没有天敌反而成為了害蟲及入侵物種。國際自然保護聯盟物種存續委員會的入侵物種專家小組（ISSG）列為世界百大外來入侵種。

## 分類
海蟾蜍原先是用來清除甘蔗上的害蟲，故又名甘蔗蟾蜍、蔗蟾蜍或蔗蟾。牠們又名美洲巨蟾蜍，因牠們的體型很大。海蟾蜍則是來自其學名。牠們是由卡爾·林奈所描述。林奈選用此種小名的原因，是因當時艾爾伯特·瑟巴（Albertus Seba）誤將海蟾蜍描繪為陸生及水生的。

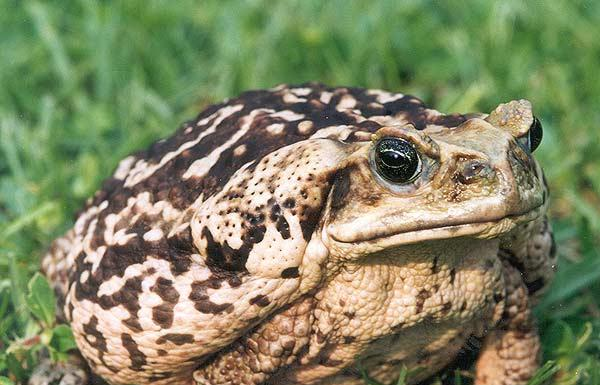
較淺色的海蟾蜍。

在澳洲，海蟾蜍很像當地的汀蟾属、圓蛙屬及横斑蟾属生物。分別在於海蟾蜍的眼後有很大的腮腺，鼻孔與眼睛之間沒有起脊。牠們與澳洲澤穴蟾很相似，兩者的體型都很大及外表凹凸，但海蟾蜍的虹膜是直縫及呈銀灰色的。幼體的海蟾蜍與耳腺蟾屬的也很像，但成體大腿的顏色卻明顯不同。
於美國，海蟾蜍與其他蟾蜍屬很相似。很易將牠們與虎斑蟾蜍混淆，唯一不同的是腮腺前有兩個球。

## 特徵

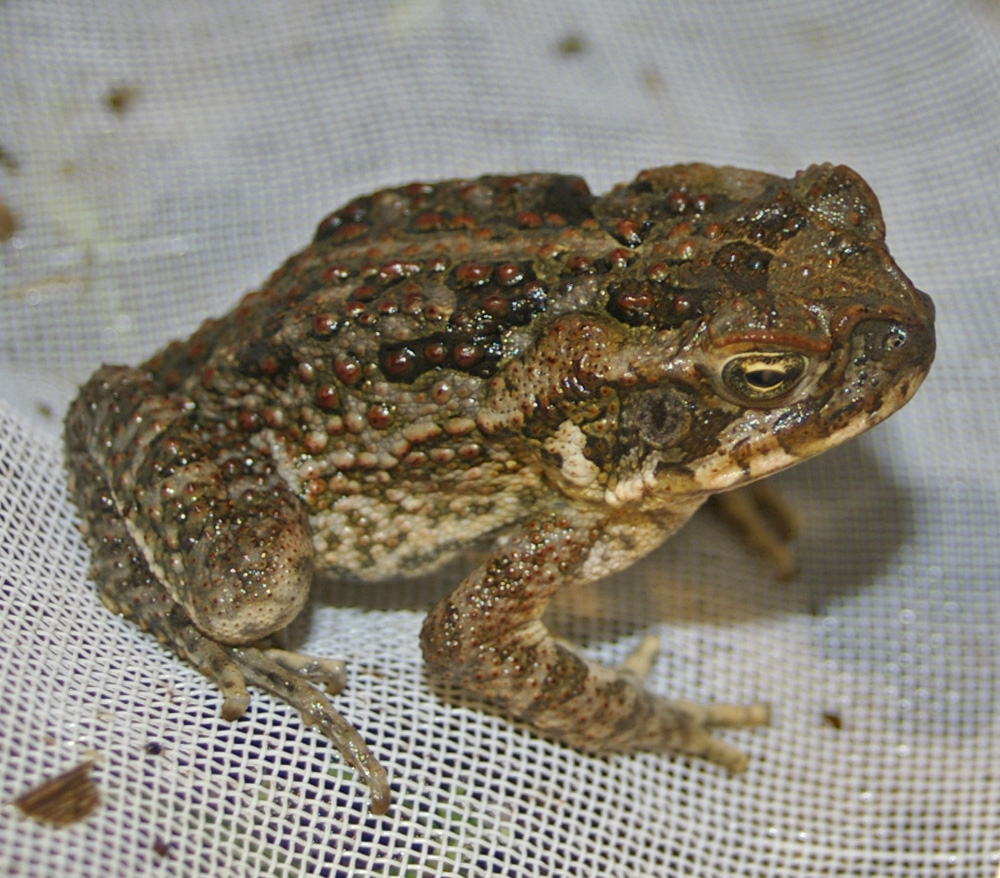
幼生海蟾蜍。

海蟾蜍的體型非常巨大。雌蛙明顯比雄蛙長，長達10-15厘米。一隻瑞典的海蟾蜍就被列入《健力士世界紀錄大全》。這隻海蟾蜍重達2.65公斤及長38厘米，完全伸展則長達54厘米。較大的海蟾蜍傾向分佈在較疏落的群落中。野生海蟾蜍的壽命為10-15歲，飼養下的可以生活得更久，最老的更可達35歲。
海蟾蜍的皮膚乾燥及疙瘩。眼睛上明顯起脊，直斜向吻部。牠們有呈灰色、黃色、赤褐色或橄欖褐色，可以有不同的斑紋。眼後各有很大的腮腺。腹部呈奶白色，有黑色或褐色的疙瘩。瞳孔橫向，虹膜呈金色。趾間基部有肉質的蹼，前肢沒有蹼。
幼蟾蜍較為細小，只有5-10厘米長。牠們的皮膚一般都是光滑及深色的，有些甚至偏紅色的。幼蟾蜍沒有腮腺，故毒性較弱。蝌蚪很細小及是黑色的，群棲於水底。蝌蚪長1-2.5厘米。

## 生態及行為
海蟾蜍並不如其名般是水生的，反倒是全陸生的，只有在繁殖時才會走到水邊。蝌蚪可以在15%鹽度的海水中生存。海蟾蜍喜歡棲息在開放遼闊的草原及林地，尤其是經人工改造的地方，如花園及排水溝。在牠們的原產地，牠們主要出沒於亞熱帶森林，當中茂密的植物卻限制了牠們的散佈。
海蟾蜍的卵是一串凝膠狀的產在水中。雌蟾可以一次生8000-25000顆卵，長度達20米。卵是黑色的，表面有薄膜覆蓋，其直徑約為1.7-2毫米。蝌蚪孵化的時間要視乎水溫，水溫越高生長得越快。蝌蚪一般會在48小時內孵化，但也可以快至14小時或長至一星期。孵化時往往就有成千條蝌蚪組成一群。蝌蚪細小及呈黑色，需要12-60日來成長至幼蟾。與成體一樣，卵及蝌蚪對很多動物都帶有毒性。
幼蟾一般長10-11毫米，生長得很快。生長率會因地區、季節及性別而異，初期平均生長率為每日0.647毫米，繼後減慢至每日0.373毫米。生長率往往在牠們達到性成熟時就會減慢。急速的生長率對牠們在變態及亞成體的生存有莫大幫助，因為幼蟾會失去了卵及蝌蚪時期的毒性，卻又未曾長成可以分泌蟾毒素的腮腺。由於失去了重要的防衛，估計只有0.5%的海蟾蜍能長成成體。
海蟾蜍達至性成熟的年齡會按地區而有所分別。在新畿內亞，雌蟾會在身長到7-8厘米時就達至性成熟；在巴拿馬的則於身長9-10厘米時才達至性成熟。在熱帶地區，海蟾蜍全年也可以繁殖；在亞熱帶地區，繁殖期一般只會在較溫暖的季節，剛好亦是雨季的開始。
估計海蟾蜍的臨界高溫值為40-42℃，而低溫值則為10-15℃。牠們的分佈地可以因對環境的適應性而有所變更。牠們對於失水有高忍耐性，研究發現牠們可以忍耐失去身體的52.6%水份，故牠們能在熱帶以外的環境生存。

### 食性
海蟾蜍除了靠視覺來偵測獵物外，也可以使用嗅覺。牠們主要吃細小的齧齒目、爬行類、其他兩棲類、鳥類及多種無脊椎動物，也會吃植物、狗糧及垃圾。牠們習慣會將獵物直接吞下。

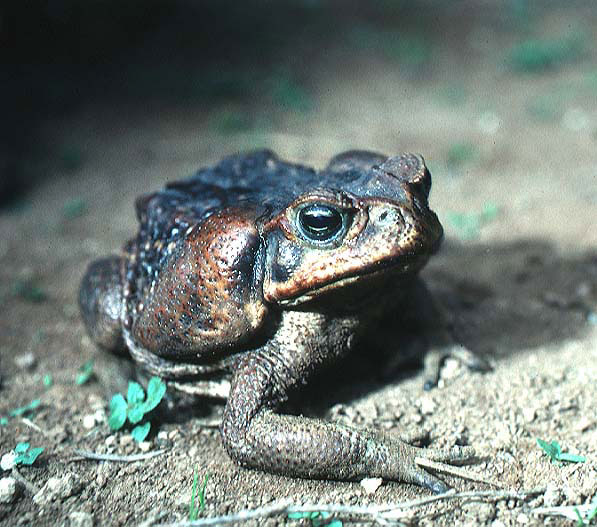
海蟾蜍眼睛後的腮腺。

### 防衛
海蟾蜍眼睛後有很大的腮腺，背部也有其他的分泌腺。當受到威脅時，牠們會分泌一種奶白色的液體，稱為蟾毒素。蟾毒素對於多種動物都是有毒的，甚至有人因食用海蟾蜍而死亡。
蟾毒素在澳洲被列為一級藥物，與海洛因及大麻同類。蟾毒素的影響與輕度中毒相似，會產生輕度幻覺等刺激，歷時少於1小時。甚至有狗在舔海蟾蜍的背之後，出現成癮症狀。由於海蟾蜍只會分泌小量的蟾毒素，而其他毒素相對的劑量較多，食用海蟾蜍可以引起嚴重疾病或甚至死亡。
除了分泌毒素外，海蟾蜍可以擴張肺部令身體膨漲，嚇退掠食者。

### 掠食者
在海蟾蜍的原產地，有多種動物都會掠食牠們，包括南美寬吻鱷、大頭蛇、鰻魚、多種鱂魚、大口湯鯉、一些鯰魚及朱鷺。在其他地方也有嘯栗鳶、東方水鼠、黑鼠及圓鼻巨蜥。也有指茶色蟆口鴟及巴布亞蟆口鴟會吃海蟾蜍。

## 分佈

### 原產地
海蟾蜍原產於美洲，分佈自美國德克薩斯州南部的格兰德河谷（Rio Grande Valley）至亞馬遜盆地中部及秘魯東南部。這片地區屬熱帶及半乾旱的環境。牠們在原產地分佈得較引入地區為稀疏。在南美洲，沿海每100米就約有20隻海蟾蜍，數量遠低於澳洲的50-100倍。

### 引進到其他地區
海蟾蜍被引進到世界各地（尤其是太平洋地區），作為害蟲的生物控制。早於1840年代以前，海蟾蜍就已從法屬蓋亞那及蓋亞那被引進到馬提尼克及巴貝多。於1844年就嘗試引進到牙買加來減低老鼠的數量，但不成功。於20世紀初，牠們被引進到波多黎各來對抗侵襲甘蔗的甲蟲。結果非常成功，並阻止了進一步的經濟損失，科學家遂於1930年代建議使用海蟾蜍處理害蟲的方案。
自此，很多國家都模仿波多黎各的例子引進海蟾蜍。這些國家包括澳洲、美國科羅拉多州、巴布亞新畿內亞、菲律賓、日本的小笠原群島及琉球群島、台灣南投草屯、大部份加勒比群島、斐濟及其他太平洋島嶼，包括夏威夷。不過，海蟾蜍卻反成為了有害的入侵物種，對原住動物造成威脅。

## 用途
除了作為害蟲的生物控制，海蟾蜍也有多種商業及非商業用途。南美洲原住民會將海蟾蜍的分泌液塗在狩獵用的箭上，也有指奧爾梅克人利用來作為麻醉藥。在秘魯甚至會將牠們作為食物，但食用前必須清除皮膚及腮腺。日本利用蟾毒素作為春藥及頭髮再生藥；中國也有使用來替心臟手術病人降低心率。
20世紀中期開始，海蟾蜍可以用來驗孕。只要將婦女的尿液注入雄蟾的淋巴囊內，若雄蟾的尿液中含有精子，她就很有可能懷有新孕。使用海蟾蜍會較其他動物快，而且海蟾蜍較易飼養。
海蟾蜍因數量豐富，容易處理及便宜，故學校及研究機構都使用來作為實驗動物。
另外，海蟾蜍的屍體也有價值，可以製作為皮革用品及飾物。也有嘗試從牠們的身體製作肥料。

## 外部連結
- National Invasive Species Information Center （页面存档备份，存于）
- 蟾蜍靈 Bufalin （页面存档备份，存于） 中草藥化學圖像數據庫 (香港浸會大學中醫藥學院) （中文）（英文）